# Faisà de Bulwer
El faisà de Bulwer (Lophura bulweri) és una espècie d'ocell de la família dels fasiànids (Phasianidae) que habita la selva de les terres baixes de Borneo.